# Людина, яка померла двічі
«Людина, яка померла двічі» (англ. The Man Who Died Twice) — детективний роман британського гумориста і телеведучого Річарда Османа, що є продовженням його дебютного роману «Клуб убивств по четвергах». Твір був виданий Penguin Random House Viking Press у вересні 2021 року, а також вийшов у форматі аудіокниги у виконанні Леслі Менвілл.

## Фон
Після успіху роману «Клуб вбивств по четвергах» Осман вирішив продовжити серію через її популярність за межами Великої Британії. Він зізнався
«Мене дуже хвилювала думка, що це „знаменитість пише роман“ — одна з найгірших фраз англійською».
Його мати, яка живе в будинку для людей похилого віку (подібно до героїв книги), спочатку побоювалася, що перший роман містить натяки на її поведінку. пОднак після прочитання вона отримала задоволення від продовження, хоча спочатку «в паніці» прочитала дебютну частину.

## Персонажі та сюжет
Подібно до «Клубу убивств по четвергах», сюжет обертається навколо квартету пенсіонерів, що живуть у Кенті, які розкривають вбивства: Елізабет, Рона, Ібрагіма та Джойс. Створюючи команду, Осман сказав, що надихнувся телевізійним шоу The A-Team, яке він дивився в юності. Елізабет Бест, лідерка групи, колишня агентка MI5,; Рон Річі — колишній профспілковий лідер; Ібрагім Аріф — єгипетський психіатр на пенсії; Джойс Медоукрофт — медсестра на пенсії.
Колишній колега Елізабет, Дуглас Міддлміс, агент спецслужб, увірвався в будинок злочинного банкіра Мартіна Ломакса. Незабаром після цього з того будинку зникає 20 мільйонів фунтів діамантів, а його підозрює банкір. Банкір погрожує надати власникам діамантів, бандитам з Нью-Йорка та членам картелю з Колумбії, подробиці про її чоловіка, якщо діаманти не повернуть. Під час вуличного пограбування напали на Ібрагіма, що спричинило депресію та самотність. Через відсутність доказів у поліції зв'язують руки, а решті трійці кажуть, щоб вони самі шукали відплати.
Знову опинившись у центрі кримінальної справи, Елізабет залучає своїх друзів з «Клубу убивств по четвергах» — Джойс, Рона та Ібрагіма — щоб розгадати таємницю вкрадених діамантів та знайти вбивцю її колишнього колеги.
Слідство приводить їх до небезпечних злочинців, заплутаних сімейних зв'язків та неочікуваних поворотів. Друзям доводиться використовувати всю свою кмітливість, життєвий досвід та незвичайні навички, щоб розплутати цю складну справу.
Книга сповнена британського гумору, теплих дружніх стосунків та несподіваних одкровень про минуле Елізабет, роблячи її не лише захопливим детективом, а й зворушливою історією про дружбу та старість. Читач разом з героями буде крок за кроком наближатися до розгадки, насолоджуючись кожною сторінкою.

## Відгуки
Відповідно до Book Marks, книга отримала «позитивні» рецензії на основі 18 рецензій критиків, з яких 9 були «захопленими», 8 — «позитивними» та 1 — «змішаною».
Називаючи його «надзвичайно цікавим», Трасс розкритикував відсутність у романі «відчуття небезпеки», з чим Керрідж погодився. Том Нолан з The Wall Street Journal назвав її «чистою насолодою, сповненою гострого тексту, раптових сюрпризів, серця, комізму, смутку та великого жарту», а Дірда назвав книгу «дико цікавою».
Роберт Декс з Evening Standard неоднозначно оцінив роман, написавши, що в сюжеті «ще більше дір, ніж у складному в’язанні, а його персонажі — окрім Елізабет та її приятеля Джойса — доволі хисткі». Однак він заявив: «Як рецензент, я можу знайти багато недоліків, але як читач, мені було байдуже», бо «прочитав її від початку до кінця і насолоджувався кожною хвилиною». Джоан Сміт була жорсткішою, назвавши сюжет «настільки заїждженим, що його важко читати, не позіхаючи». Вона пішла далі, назвавши Османа «дуже схожим на майстра на один копил», його персонажів — «тонкими, як папір», а обидві його «мильні опери» — «позбавленими моральної серйозності, яка є невід'ємним інгредієнтом найкращих кримінальних романів». Крім того, вона звинуватила Османа в тому, що він «не сприймає вбивства всерйоз, недбало відмовляючись від персонажів».

### Тема старіння
«Людина, яка померла двічі» зосереджується на темі віку, і Осман каже, що не хотів би опікати людей похилого віку. Він також розповів, що намагався зосередитися на темі смертності «освіжаючим і, можливо, навіть заспокійливим» чином.
Лінн Трасс із The Guardian зазначила, що «комедія у романі „Людина, яка померла двічі“ дозволяє всім його героям бути уважними до протверезних реалій: часу, що спливає; втрати близьких через смерть або деменцію; відчуття фізичної небезпеки в сучасному світі; дорослих дітей, які вважають тебе дурним і нудним». Джейк Керрідж з The Daily Telegraph писав, що «Осману вдається зберегти правдивість роману, зосереджуючи увагу на повсякденних проблемах своїх центральних героїв, а також на їхніх пригодах, від яких волосся стає дибки: Героїчний стоїцизм Елізабет перед обличчям деменції, що насувається на її чоловіка; круговерть Джойс із донькою, за яку вона готова померти, але яку не дуже любить».
Вихваляючи персонажів, Майкл Дірда з The Washington Post написав, що «Клуб убивств по четвергах» були «звичайними старими людьми, але, як і всі старі люди, набагато глибшими та складнішими, ніж здається». Джоан Сміт з The Sunday Times, однак, розкритикувала брак реалізму в зображенні Османа, підкресливши, що членам клубу «за сімдесят чи вісімдесят, але вони зберегли всі свої здібності і, схоже, не мають жодних фінансових проблем, оскільки вони перевершують поліцію у розслідуванні».

## Публікація
Після публікації 16 вересня 2021 року у видавництві Viking роман «Людина, яка померла двічі» став одним із найпопулярніших творів з початку записів у 1990-х роках, продавши 114 202 примірники за перші три дні, коли він був доступний; це змусило галузевого аналітика назвати Османа «видавничим феноменом». Однак відомий книжковий журнал, очолюваний колишнім редактором Rolling Stone відмовився рецензувати його, заявивши, що «кожного тижня публікуються сотні нових книг» й існує «ілюзія», що у продажу є лише дві книги («Людина, яка померла двічі» та «Де ж ти дівся, світе мій прекрасний?»), благаючи своїх читачів «[з]осередитися на горі інших речей, які чарівним чином змусили зникнути».
Аудіокнига, випущена компанією Penguin Audio у листопаді 2021 року, отримала нагороду Crimefest Sounds of Crime Award у 2022 році та нагороду AudioFile Earphones Award.

## Продовження
За «Людиною, яка померла двічі» вийшла «Куля, що не влучила», третя книга із серії «Клуб убивств по четвергах». Ця книга була випущена 15 вересня 2022 року і була добре сприйнята, її згадали як бестселер New York Times. Наступним сиквелом був «Останній демон», опублікований 12 вересня 2023 року.

## Українське видання
В Україні книгу «Людина, яка померла двічі» видало видавництво КСД у 2022 році. Переклад українською мовою здійснив Віталій Ракуленко.